# Pankracy (Donczew)
Pankracy, imię świeckie Penczo Nikołow Donczew (ur. 14 grudnia 1926 w Zimnicy, zm. 16 lipca 1998) – bułgarski biskup prawosławny.

## Życiorys
W 1947 ukończył seminarium duchowne w Płowdiwie. Następnie kontynuował naukę teologii na wydziale teologicznym Uniwersytetu Sofijskiego, równocześnie wstępując jako posłusznik do Monasteru Baczkowskiego. Tam też 15 lutego 1949 złożył wieczyste śluby mnisze przed metropolitą wraczańskim Paisjuszem, przyjmując imię Pankracy. 21 września 1949 został wyświęcony na hierodiakona, zaś 18 września 1952 – na hieromnicha, przez tego samego hierarchę. W klasztorze opiekował się monasterskim muzeum i biblioteką.
1 września 1954, na prośbę metropolity starozagorskiego Klemensa został mianowany protosynkellosem (protosynglem) metropolii starozagorskiej, zaś trzy lata później otrzymał godność archimandryty. 18 grudnia 1966 w soborze św. Aleksandra Newskiego w Sofii miała miejsce jego chirotonia na biskupa pomocniczego eparchii starozagorskiej z tytułem biskupa welickiego. Jako konsekratorzy wzięli w niej udział członkowie Świętego Synodu Bułgarskiego Kościoła Prawosławnego z patriarchą Cyrylem na czele.
Po śmierci metropolity starozagorskiego Klemensa w 1967 Święty Synod wybrał biskupa Pankracego na jego następcę, co było zgodne z życzeniem zmarłego hierarchy. Duchowny sprawował urząd do swojej śmierci w 1998. Po upadku komunizmu w Bułgarii założył w Starej Zagorze prawosławne centrum wydawnicze. Reprezentował Kościół bułgarski w Światowej Radzie Kościołów. Był honorowym obywatelem Starej Zagory.
Zmarł w 1998 i został pochowany w soborze św. Dymitra w Starej Zagorze.